# Lợn Creole
Lợn Creole là một giống lợn địa phương của các lợn bản địa có nguồn gốc ở Haiti. Chúng là giống lợn từng rất phổ biến và có ý nghĩa trong cuộc sống văn hóa của người dân địa phương. Tuy nhiên một dịch bệnh bùng phát buộc chính quyền phải thanh trừ giống lợn này và đưa các giống nhập ngoại vào thay thế.

## Đặc điểm
Lợn Creole đã thích nghi tốt với điều kiện địa phương, như thức ăn và điều kiện cần thiết để quản lý làm vật nuôi và phổ biến với nông dân Haiti cho đến khi một chiến dịch thanh trừ trong thập niên 1980. Chúng được nuôi như là một loại tài sản tiết kiệm cho nông dân Haiti: bán hoặc giết mổ để trả tiền cho các cuộc hôn nhân, trường hợp khẩn cấp về y tế, học hành, mau hạt giống cho cây trồng, hoặc lễ Voodoo. Những con lợn đen sẫm được biết đến với tính chất náo nhiệt của chúng và đã được đưa vào các yếu tố của văn hóa dân gian vodoo và lịch sử truyền miệng của cuộc cách mạng Haiti.
Vào đầu những năm 1980, một đợt bùng phát bệnh sốt lợn ở châu Phi đã tấn công Cộng hòa Dominica láng giềng. Các quan chức lo ngại rằng bệnh cúm có thể lây lan khắp Haiti và Hoa Kỳ, nơi nó có thể tàn phá ngành công nghiệp thịt lợn. Cơ quan Phát triển Quốc tế Hoa Kỳ, được gọi là USAID, và chính phủ Haiti đã dẫn đầu một chiến dịch, được biết đến với từ viết tắt PEPPADEP của tiếng Pháp, để tiêu diệt lợn của Haiti. Nông dân được bồi thường nhận được lợn nhập khẩu từ Hoa Kỳ dễ bị tổn thương hơn với môi trường của Haiti và tốn kém để giữ. Trong năm sau khi giết mổ, mức độ ghi danh vào các trường học thấp hơn đáng kể trên khắp vùng nông thôn Haiti.
Trong cộng đồng nông dân Haiti, chương trình xóa bỏ và tái tạo của chính phủ bị chỉ trích rất cao. Nông dân phản đối rằng họ không được đền bù khá cho lợn của họ và rằng giống lợn được nhập khẩu từ Hoa Kỳ để thay thế những con lợn Creole khỏe mạnh không phù hợp với môi trường và kinh tế Haiti. Trong những năm gần đây, các nhà nông học Haiti và Pháp đã tạo ra một giống lợn mới tương tự như lợn Creole của Haiti. Một nỗ lực để hồi sinh Haiti với những con lợn này đang được tiến hành.